# Samuel Påhlsson
Samuel Påhlsson (né le 17 décembre 1977 à Ånge en Suède) est un joueur professionnel de hockey sur glace.

## Carrière en club
Påhlsson commence sa carrière professionnelle dans son pays natal en jouant pour le MODO Hockey en 1994. Dans le passé, il avait déjà évolué dans le championnat de seconde division de Suède avec le club de sa ville natale. En 1994, il passe toute la saison dans le championnat junior hormis une apparition avec l'équipe senior.
Lors de la saison suivante, il partage son temps entre les deux équipes et lors de la saison 1996-1997, il évolue toute la saison avec l'équipe senior. Il est, à la fin de la saison, élu meilleur joueur junior de la ligue.
Début 1996, lors du repêchage d'entrée dans la Ligue nationale de hockey, l'Avalanche du Colorado le sélectionne en tant que 176e choix (septième ronde). Il continue avec le MODO jusqu'en 2000-2001, saison où il choisit d'évoluer en Amérique du Nord dans la franchise des Bruins de Boston. En effet, depuis le 6 mars 2000, ses droits appartiennent aux Bruins. Il fut échangé en compagnie de Brian Rolston, Martin Grenier et un choix de première ronde au repêchage 2000 contre Dave Andreychuk et Raymond Bourque. Påhlsson ne joue que 17 matchs avec Boston avant de changer une nouvelle fois d'équipe. En échange de Andreï Nazarov et Patrick Traverse, il rejoint les Mighty Ducks d'Anaheim.
Lors du lock-out 2004-2005 de la LNH, il rejoint le Frölunda HC en Suède (en compagnie de Daniel Alfredsson et Per Johan Axelsson) et gagne le championnat. À la fin des séries éliminatoires, il est nommé comme faisant partie de l'équipe de ces séries. Il remporte la Coupe Stanley avec l'équipe 2006-2007 des Ducks en triomphant dans le 5e match de la finale face aux Sénateurs d'Ottawa par 6 à 2. Anaheim est le premier club à amener le prestigieux trophée en Californie.
Le 4 mars 2009, les Ducks l'échange aux Blackhawks de Chicago en retour du défenseur James Wisniewski. Devenant agent libre à l'été suivant, il signe un contrat avec les Blue Jackets de Columbus.
Le 27 février 2012, il est échangé au Canucks de Vancouver.

### Trophées et honneurs personnels
Il est nommé junior de l'année de l'Elitserien en 1996-1997 et gagne ce même championnat en 2005 avec le Frölunda HC.

## Statistiques
| Saison     | Équipe                     | Ligue          |     | Saison régulière | Saison régulière | Saison régulière | Saison régulière | Saison régulière |    | Séries éliminatoires | Séries éliminatoires | Séries éliminatoires | Séries éliminatoires | Séries éliminatoires |
| Saison     | Équipe                     | Ligue          | PJ  | B                | A                | Pts              | Pun              | PJ               | B  | A                    | Pts                  | Pun                  |                      |                      |
| 1992-1993  | Ånge IK                    | Suède          | 9   | 0                | 0                | 0                | 2                | -                | -  | -                    | -                    | -                    |                      |                      |
| 1994-1995  | MODO Hockey                | Elitserien Jr. | 30  | 10               | 11               | 21               | 26               | -                | -  | -                    | -                    | -                    |                      |                      |
| 1994-1995  | MoDo Hockey                | Elitserien     | 10  | 0                | 0                | 0                | 0                | -                | -  | -                    | -                    | -                    |                      |                      |
| 1995-1996  | MoDo Hockey                | Elitserien Jr. | 5   | 2                | 6                | 8                | 2                | -                | -  | -                    | -                    | -                    |                      |                      |
| 1995-1996  | MoDo Hockey                | Elitserien     | 36  | 1                | 3                | 4                | 8                | 4                | 0  | 0                    | 0                    | 0                    |                      |                      |
| 1996-1997  | MoDo Hockey                | Elitserien     | 49  | 8                | 9                | 17               | 83               | -                | -  | -                    | -                    | -                    |                      |                      |
| 1997-1998  | MoDo Hockey                | Elitserien     | 23  | 6                | 11               | 17               | 24               | -                | -  | -                    | -                    | -                    |                      |                      |
| 1998-1999  | MoDo Hockey                | Elitserien     | 50  | 17               | 17               | 34               | 44               | 13               | 3  | 3                    | 6                    | 10                   |                      |                      |
| 1999-2000  | MoDo Hockey                | Elitserien     | 47  | 16               | 11               | 27               | 87               | -                | -  | -                    | -                    | -                    |                      |                      |
| 2000-2001  | Bruins de Boston           | LNH            | 17  | 1                | 1                | 2                | 6                | -                | -  | -                    | -                    | -                    |                      |                      |
| 2000-2001  | Mighty Ducks d'Anaheim     | LNH            | 59  | 3                | 4                | 7                | 14               | -                | -  | -                    | -                    | -                    |                      |                      |
| 2001-2002  | Mighty Ducks d'Anaheim     | LNH            | 80  | 6                | 14               | 20               | 26               | -                | -  | -                    | -                    | -                    |                      |                      |
| 2002-2003  | Mighty Ducks de Cincinnati | LAH            | 13  | 1                | 7                | 8                | 24               | -                | -  | -                    | -                    | -                    |                      |                      |
| 2002-2003  | Mighty Ducks d'Anaheim     | LNH            | 34  | 4                | 11               | 15               | 18               | 21               | 2  | 4                    | 6                    | 12                   |                      |                      |
| 2003-2004  | Mighty Ducks d'Anaheim     | LNH            | 82  | 8                | 14               | 22               | 52               | -                | -  | -                    | -                    | -                    |                      |                      |
| 2004-2005  | Frölunda HC                | Elitserien     | 48  | 5                | 18               | 23               | 56               | 14               | 4  | 7                    | 11                   | 24                   |                      |                      |
| 2005-2006  | Mighty Ducks d'Anaheim     | LNH            | 82  | 11               | 10               | 21               | 34               | 16               | 2  | 3                    | 5                    | 18                   |                      |                      |
| 2006-2007  | Ducks d'Anaheim            | LNH            | 82  | 8                | 18               | 26               | 42               | 21               | 3  | 9                    | 12                   | 20                   |                      |                      |
| 2007-2008  | Ducks d'Anaheim            | LNH            | 56  | 6                | 9                | 15               | 34               | 6                | 0  | 0                    | 0                    | 0                    |                      |                      |
| 2008-2009  | Ducks d'Anaheim            | LNH            | 52  | 5                | 10               | 15               | 32               | -                | -  | -                    | -                    | -                    |                      |                      |
| 2008-2009  | Blackhawks de Chicago      | LNH            | 13  | 2                | 1                | 3                | 2                | 17               | 2  | 3                    | 5                    | 4                    |                      |                      |
| 2009-2010  | Blue Jackets de Columbus   | LNH            | 79  | 3                | 13               | 16               | 32               | -                | -  | -                    | -                    | -                    |                      |                      |
| 2010-2011  | Blue Jackets de Columbus   | LNH            | 82  | 7                | 13               | 20               | 30               | -                | -  | -                    | -                    | -                    |                      |                      |
| 2011-2012  | Blue Jackets de Columbus   | LNH            | 61  | 2                | 9                | 11               | 22               | -                | -  | -                    | -                    | -                    |                      |                      |
| 2011-2012  | Canucks de Vancouver       | LNH            | 19  | 2                | 4                | 6                | 12               | 5                | 1  | 0                    | 1                    | 4                    |                      |                      |
| 2012-2013  | MoDo Hockey                | Elitserien     | 23  | 0                | 4                | 4                | 8                | 5                | 0  | 0                    | 0                    | 12                   |                      |                      |
| 2013-2014  | MoDo Hockey                | SHL            | 55  | 10               | 9                | 19               | 40               | 2                | 0  | 1                    | 1                    | 0                    |                      |                      |
| 2014-2015  | MODO Hockey                | SHL            | 53  | 4                | 10               | 14               | 28               | 4                | 1  | 1                    | 2                    | 4                    |                      |                      |
| Totaux LNH | Totaux LNH                 | Totaux LNH     | 798 | 68               | 131              | 199              | 356              | 86               | 10 | 19                   | 29                   | 58                   |                      |                      |

## Carrière internationale
Samuel Påhlsson a représenté la Suède lors des compétitions suivantes :
- Championnat du monde junior
  - 1995
  - 1996 :  Médaille d'argent.
- Championnat du monde
  - 1999 :  Médaille de bronze.
  - 2000.
  - 2004 :  Médaille d'argent.
  - 2005 : il est le joueur le plus pénalisé de la compétition.
- Coupe du monde de hockey sur glace
  - 2004.

Il participe également aux Jeux olympiques d'hiver de 2006 à Turin en Italie, remportant avec la Suède la médaille d'or et dispute aussi les Jeux Olympiques de 2010 à Vancouver au Canada.
Au total, il représenta à 98 reprises l'équipe de Suède